# Álvaro Bautista
Álvaro Bautista, född 21 november 1984 i Talavera de la Reina, är en spansk roadracingförare som sedan 2019 tävlar i Superbike-VM. Innan dess tävlade han i MotoGP-klassen. Bautista blev världsmästare i 125GP säsongen 2006 och i Superbike säsongen 2022 och säsongen 2023.

## Tävlingskarriär
Bautista gjorde VM-debut 2002 i 125GP-klassen och fortsatte där de följande åren. Han blev världsmästare i 125GP säsongen 2006 för stallet Aspar Racing på en Aprilia efter att ha vunnit 8 av 16 Grand Prix. Säsongen 2007 gick han upp en klass till 250GP, fortsatt med Aspar och Aprilia. Han vann sin första seger i 250GP på Mugellobanan 2007 och blev 4:a i VM. Roadracing-VM 2008 och Roadracing-VM 2009 var han bland de främsta utmanarna om racevinster och VM-titeln i 250GP men slutade 2:a respektive 4:a totalt. Från säsongen 2010 har han kört MotoGP. De två första åren för Suzuki MotoGP-teamet och för Gresini Honda 2012–2014. Roadracing-VM 2015 fortsatte Bautista hos Gresini, men teamet lämnade Honda och blev Aprilias fabriksteam i MotoGP. Motorcykeln var i ett tidigt utvecklingsstadium 2015 men Bautista lyckades ändå regelbundet ta poäng i racen. Han blev 16:e i VM. Bautista fortsatte med Aprilia Gresini 2016 och kom på 12:e plats i VM. Trots en bra säsong på den under utveckling vardande Aprilian fick inte Bautista förlängt kontrakt. Hans tjänster för 2017 togs istället i anspråk av Aspar Racing där han körde en Ducati Desmosedici GP16. Bautista kom på tolfte plats i VM. Han fortsatte i samma team 2018 och kom åter tolva i VM.
Säsongen 2019 fick inte Bautista plats i MotoGP. Istället blev han fabriksförare för Ducati i WSB, World Superbike, där han vann första tävlingen 2019 på Phillip Island, Australien.

## VM-säsonger
| Säsong | Klass  | VM- plac. | Poäng | 1/2/3- plac. | Starter | Motorcykel | Team                          | Startnr |
| ------ | ------ | --------- | ----- | ------------ | ------- | ---------- | ----------------------------- | ------- |
| 2002   | 125GP  | -         | -     | - / - / -    | 3       | Aprilia    | Atletico de Madrid            | 51      |
| 2003   | 125GP  | 20        | 31    | - / - / -    | 16      | Aprilia    | Seedorf Racing                | 19      |
| 2004   | 125GP  | 7         | 129   | - / 1 / 4    | 16      | Aprilia    | Seedorf Racing                | 19      |
| 2005   | 125GP  | 15        | 47    | - / - / -    | 16      | Honda      | Seedorf RC3 - Tiempo Holidays | 19      |
| 2006   | 125GP  | 1         | 381   | 8 / 4 / 2    | 16      | Aprilia    | Master - MVA Aspar Team       | 19      |
| 2007   | 250GP  | 4         | 181   | 2 / 3 / 2    | 17      | Aprilia    | Master - Mapfre Aspar         | 19      |
| 2008   | 250GP  | 2         | 244   | 4 / 4 / 3    | 16      | Aprilia    | Mapfre Aspar Team             | 19      |
| 2009   | 250GP  | 4         | 218   | 2 / 3 / 5    | 16      | Aprilia    | Mapfre Aspar Aprilia          | 19      |
| 2010   | MotoGP | 13        | 85    | - / - / -    | 17      | Suzuki     | Rizla Suzuki MotoGP           | 19      |
| 2011   | MotoGP | 13        | 67    | - / - / -    | 15      | Suzuki     | Rizla Suzuki MotoGP           | 19      |
| 2012   | MotoGP | 5         | 178   | - / - / 2    | 18      | Honda      | San Carlo Honda Gresini       | 19      |
| 2013   | MotoGP | 6         | 171   | - / - / -    | 18      | Honda      | Go & Fun Honda Gresini        | 19      |
| 2014   | MotoGP | 11        | 89    | - / - / 1    | 18      | Honda      | Go & Fun Honda Gresini        | 19      |
| 2015   | MotoGP | 16        | 31    | - / - / -    | 18      | Aprilia    | Aprilia Racing Team Gresini   | 19      |
| 2016   | MotoGP | 12        | 82    | - / - / -    | 18      | Aprilia    | Aprilia Racing Team Gresini   | 19      |
| 2017   | MotoGP | 12        | 75    | - / - / -    | 18      | Ducati     | Pull & Bear Aspar Team        | 19      |
| 2018   | MotoGP | 12        | 110   | - / - / -    | 18      | Ducati     | Angel Nieto Team              | 19      |
| 2019   | WSB    |           |       | 6 / - / -    | 6       | Ducati     | Ducati Corse                  | 19      |

## Framskjutna placeringar

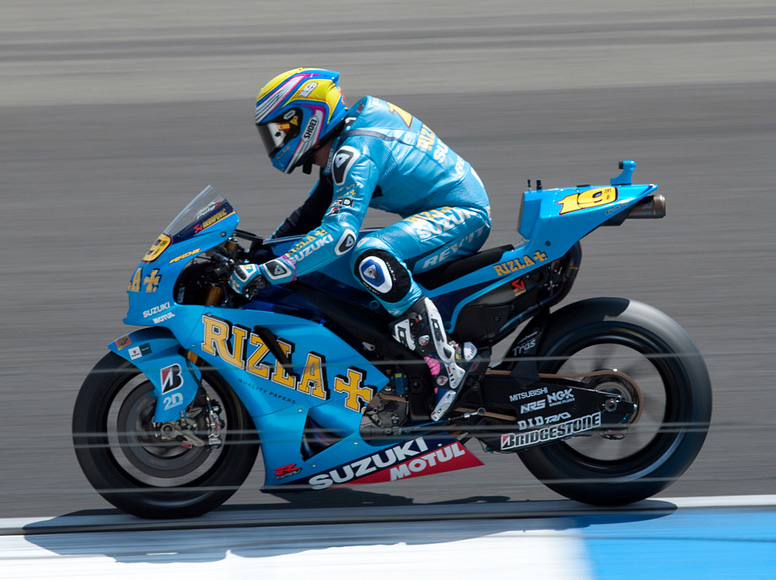
Bautista/Suzuki på Assen 2010.

Uppdaterad till 2017-12-31.

### Tredjeplatser MotoGP
| Nr | Grand Prix | År   |
| -- | ---------- | ---- |
| 1  | San Marino | 2012 |
| 2  | Japan      | 2012 |
| 3  | Frankrike  | 2014 |

| Nr | Grand Prix | År   |
| -- | ---------- | ---- |
| 1  | Italien    | 2007 |
| 2  | Portugal   | 2007 |
| 3  | Portugal   | 2008 |
| 4  | TT Assen   | 2008 |
| 5  | San Marino | 2008 |
| 6  | Malaysia   | 2008 |
| 7  | Japan      | 2009 |
| 8  | Katalonien | 2009 |

| Nr | Grand Prix     | År   |
| -- | -------------- | ---- |
| 1  | Spanien        | 2007 |
| 2  | Kina           | 2007 |
| 3  | Australien     | 2007 |
| 4  | Katalonien     | 2008 |
| 5  | Tjeckien       | 2008 |
| 6  | Japan          | 2008 |
| 7  | Australien     | 2008 |
| 8  | Spanien        | 2009 |
| 9  | Storbritannien | 2009 |
| 10 | Valencia       | 2009 |

| Nr | Grand Prix     | År   |
| -- | -------------- | ---- |
| 1  | Turkiet        | 2007 |
| 2  | TT Assen       | 2007 |
| 3  | Storbritannien | 2008 |
| 4  | Tyskland       | 2008 |
| 5  | Valencia       | 2008 |
| 6  | Italien        | 2009 |
| 7  | Tyskland       | 2009 |
| 8  | Tjeckien       | 2009 |
| 9  | Indianadpolis  | 2009 |
| 10 | San Marino     | 2009 |

### Segrar 125GP
| Nr | Grand Prix     | År   |
| -- | -------------- | ---- |
| 1  | Spanien        | 2006 |
| 2  | Qatar          | 2006 |
| 3  | Katalonien     | 2006 |
| 4  | Storbritannien | 2006 |
| 5  | Tjeckien       | 2006 |
| 6  | Malaysia       | 2006 |
| 7  | Australien     | 2006 |
| 8  | Portugal       | 2006 |